# Claus Hjort Frederiksen
Claus Hjort Frederiksen, född 4 september 1947, är en dansk jurist och politiker (Venstre). 
Han var partisekreterare i det liberala partiet Venstre 1985–2001 och är ledamot av Folketinget sedan valet 2005. Efter den borgerliga valsegern 2001 utnämndes Hjort Frederiksen till arbetsmarknadsminister i Regeringen Anders Fogh Rasmussen I. Han kvarstod på denna post till 2009 då han efterträdde den nyutnämnda statsministern Lars Løkke Rasmussen som finansminister vid regeringen Lars Løkke Rasmussen Is tillträde. Han efterträddes av Bjarne Corydon i oktober 2011. I juni 2015 återkom han på posten efter den borgerliga valsegern. I november 2016 blev han försvarsminister, en post han behöll till folketingsvalet 2019.